# Chlororithra missionaria
Chlororithra missionaria är en fjärilsart som beskrevs av Charles Oberthür 1916. Chlororithra missionaria ingår i släktet Chlororithra och familjen mätare. Inga underarter finns listade i Catalogue of Life.